# Copaxa bella
Copaxa bella is een vlinder uit de familie nachtpauwogen (Saturniidae), onderfamilie Saturniinae.
De wetenschappelijke naam van de soort is voor het eerst geldig gepubliceerd door Wolfe, Naumann, Brosch, Wenczel & Naessig in 2005.